# Pidonia amurensis
Pidonia amurensis är en skalbaggsart som beskrevs av Maurice Pic 1900. Pidonia amurensis ingår i släktet Pidonia och familjen långhorningar. Inga underarter finns listade i Catalogue of Life.